# Pierre Lescot
Pierre Lescot (født ca. 1510 i Paris, død 10. september 1578) var en fransk arkitekt, som omplantede den italienske renæssance til Frankrig.
Han stammede fra en fornem slægt og var selv lensmand af Clagny, abbed og kanonikus ved katedralen i Paris. Som hofmand stod han i høj yndest hos kong Henrik II; Pierre de Ronsard har prist ham i et digt. Lærd og uafhængig har han vistnok dyrket arkitekturen som en fornem idræt, men stærkt påvirket fra Italien, hvor han synes at have studeret, blev han dog en hovedmand for højrenæssancens omplantning til Frankrig. I hvor høj grad han deltog i den praktiske udførelse af bygningsværkerne, har været omtvistet; ved sine fleste arbejder havde han en udmærket medarbejder i billedhuggeren Jean Goujon, som udførte den plastiske del af arbejdet.
Fremhæves kan prædikestolen i Saint-Germain d'Auxerrois (1541-44) og den prægtige, nu stærkt ændrede, Fontaine des Innocents (1549) i Paris, samt fra 1546 den ældste, bevarede del af Louvre, nemlig den søndre del af vestre fløj og den tilstødende søndre fløj indtil Pavillon de l'Horloge. Endvidere har han påbegyndt opførelsen af Hôtel de Ligneris (1548-50, det nuværende Hôtel Carnevalet) i Paris, som siden blev ombygget af François Mansart. 